# Attribut (Kunst)
Ein Attribut (von lateinisch attribuere: „zuteilen“, „zuschreiben“; attributum: „das Beigefügte“) ist in der bildenden Kunst die charakteristische Beigabe einer Figur. Dagegen werden kennzeichnende Gegenstände, die für sich allein stehen oder ihr Bezeichnetes stellvertretend ersetzen, als Symbol oder Sinnbild bezeichnet (die wiederum Attribute haben können). 

## Attribut der Allegorie
Das Attribut einer Allegorie ist ein Gegenstand, der die Allegorie erkennbar macht. Dadurch wird eine Figur zur Verkörperung eines Allgemeinbegriffs: Zu einer Allegorie der Gerechtigkeit gehört traditionell die Waage (die „Schuld und Unschuld abwägt“) und die Augenbinde („Die blinde Gerechtigkeit“), zu einer Allegorie des Todes die Sense (als der „Sensenmann“, der die Menschen dahinmäht) oder der Totenkopf (der „Totenschädel“ der Gebeinhäuser).

## Attribute der Tätigkeit
Berufe sind häufig mit Attributen verbunden. So wurde der Arzt häufig mit Harnglas oder pulsfühlend (seltener mit Uhr zur Pulsmessung) dargestellt, ein Anatom mit Seziermesser, ein Gelehrter mit Buch oder Schreibfeder.

## Heiligenattribute
Durch ein Attribut können auch bestimmte Personen, Situationen, Räume erkennbar gemacht werden. So repräsentieren ikonografische Heiligenattribute wie der Schlüssel Petri bei Abbildungen des Apostels Petrus die Bibelstelle Ich werde dir die Schlüssel des Himmelreichs geben. (Mt 16,18f ) und werden so zum unverkennbaren Zeichen des Simon Petrus auch in der Heraldik.

## Beispiele

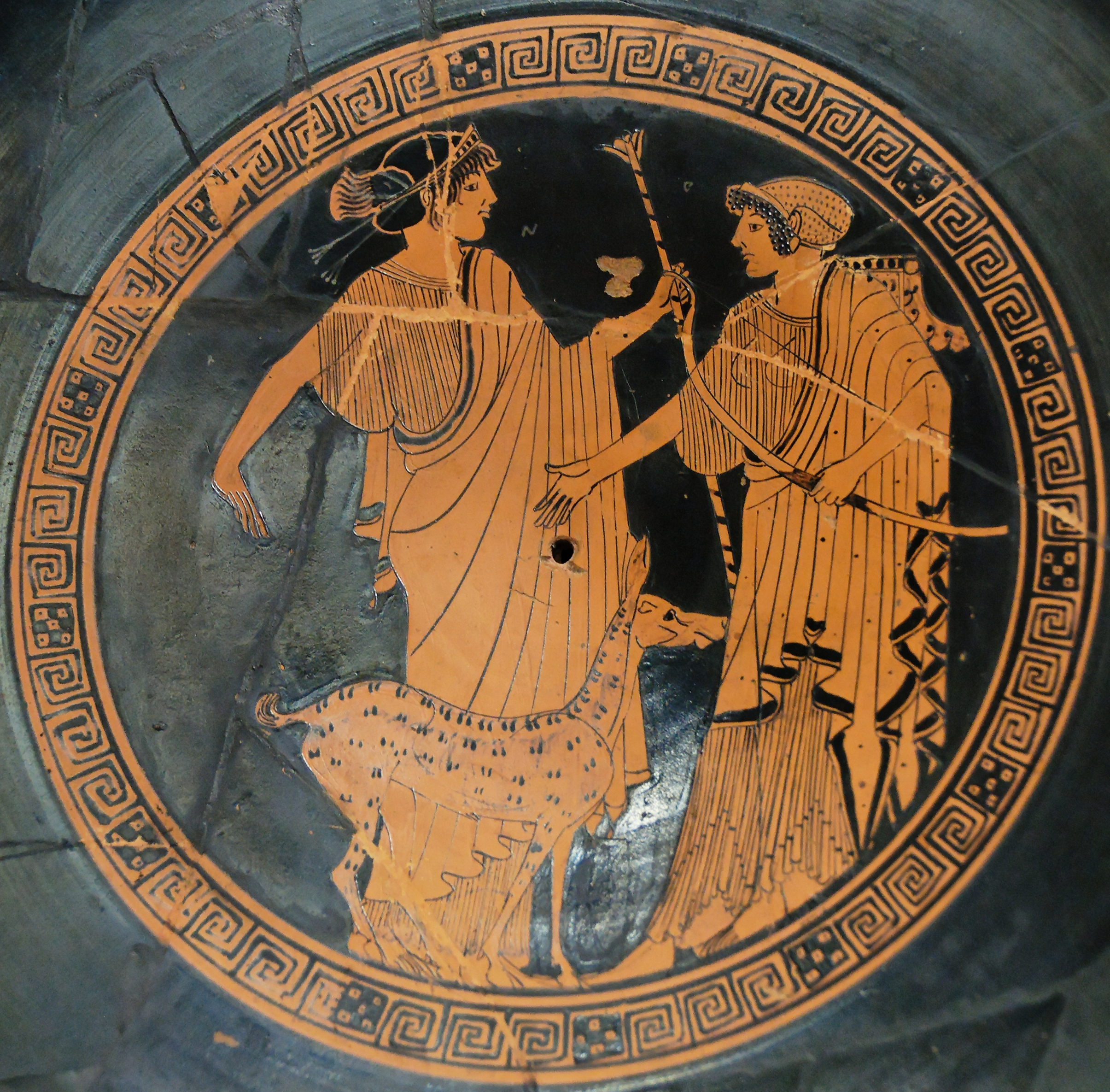
Apollo mit dem tod- und pestbringenden Pfeil, Artemis mit Bogen, Köcher und Jagdhund; Griechische Keramik, ca. 470 v. Chr.
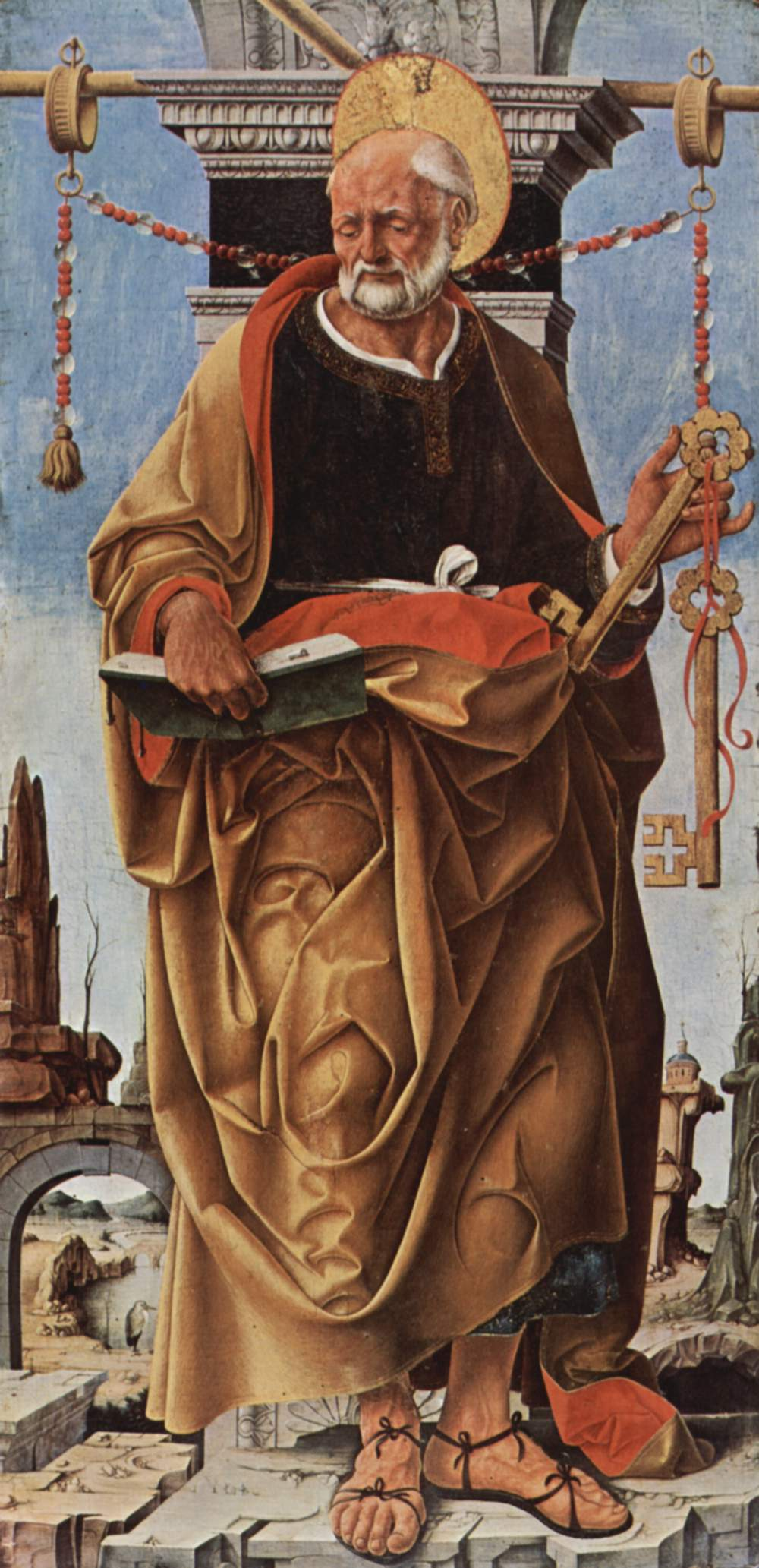
Francesco del Cossa: Hl. Petrus mit Schlüssel, 1473
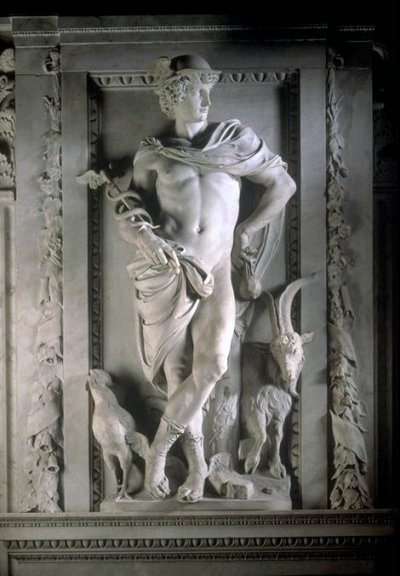
Statue des römischen Gottes Mercur, mit seinen Attributen Flügelhelm, Schlangenstab, Flügelschuhe, Geldbeutel, Hahn und Ziegenbock; 17. Jahrhundert
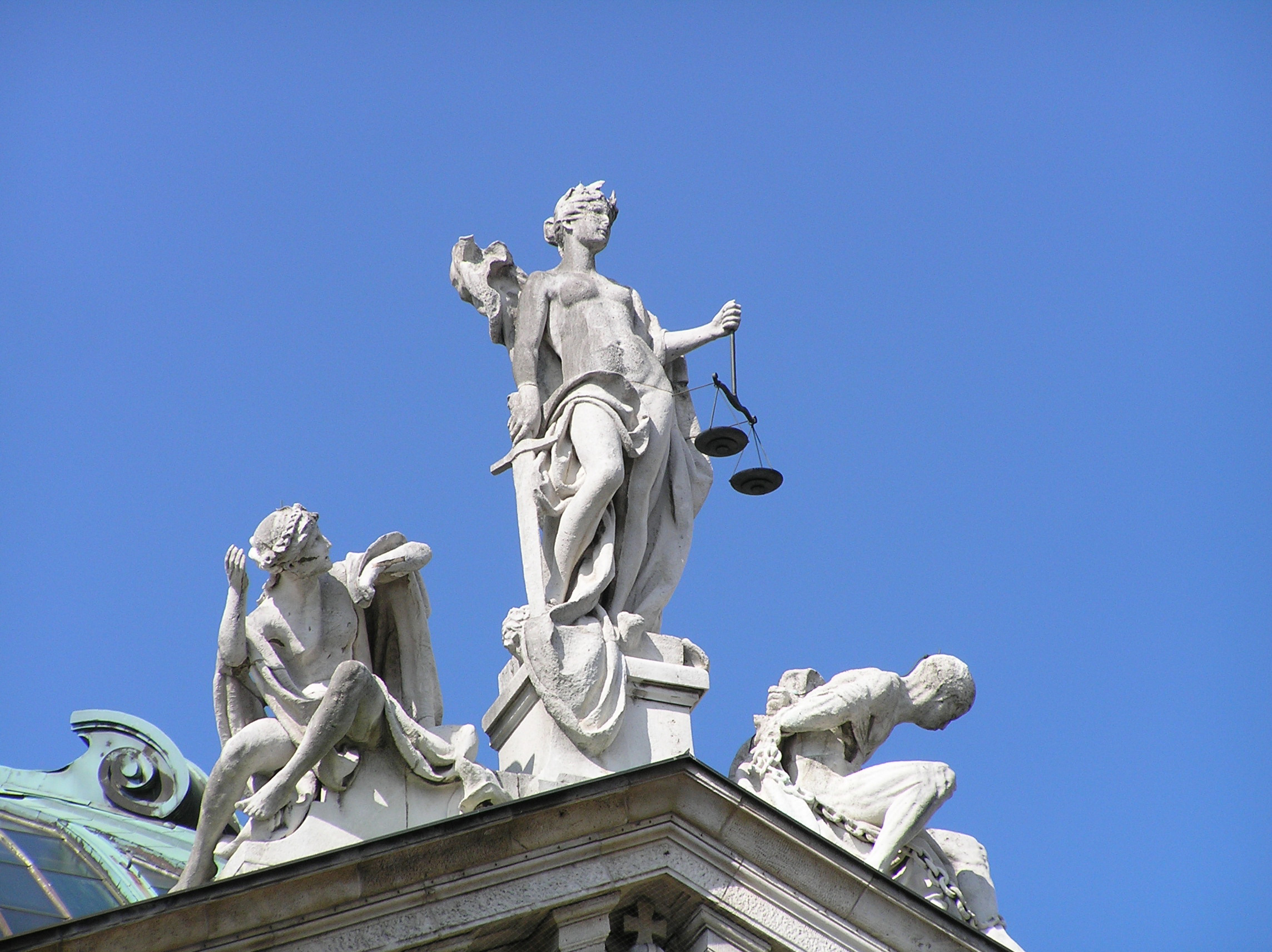
Allegorie der Gerechtigkeit (Justitia) auf dem Justizpalast in München, mit den Attributen Waage und Schwert, 1897
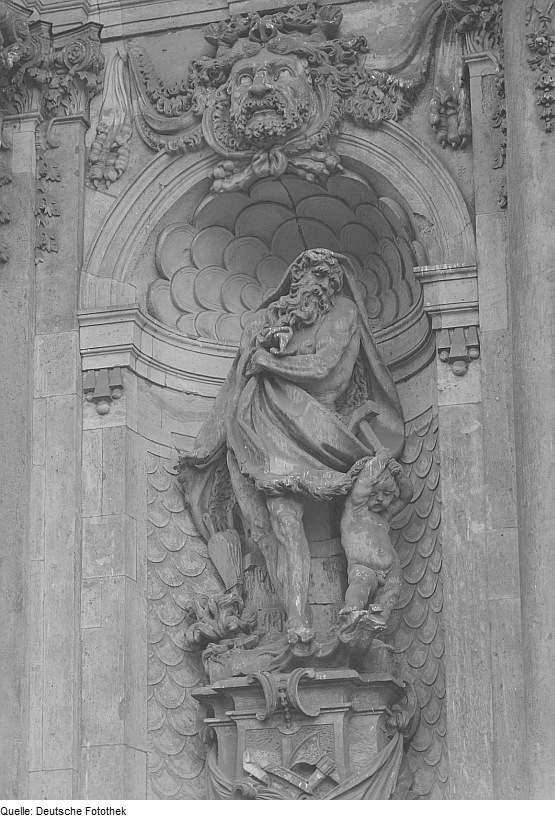
Vulcanus, der römische Gott der Schmiedekunst mit Hammer, Amboss und Schmiedefeuer am Kronentor des Dresdener Zwingers, 1715 (hist. Foto 1945, Deutsche Fotothek)
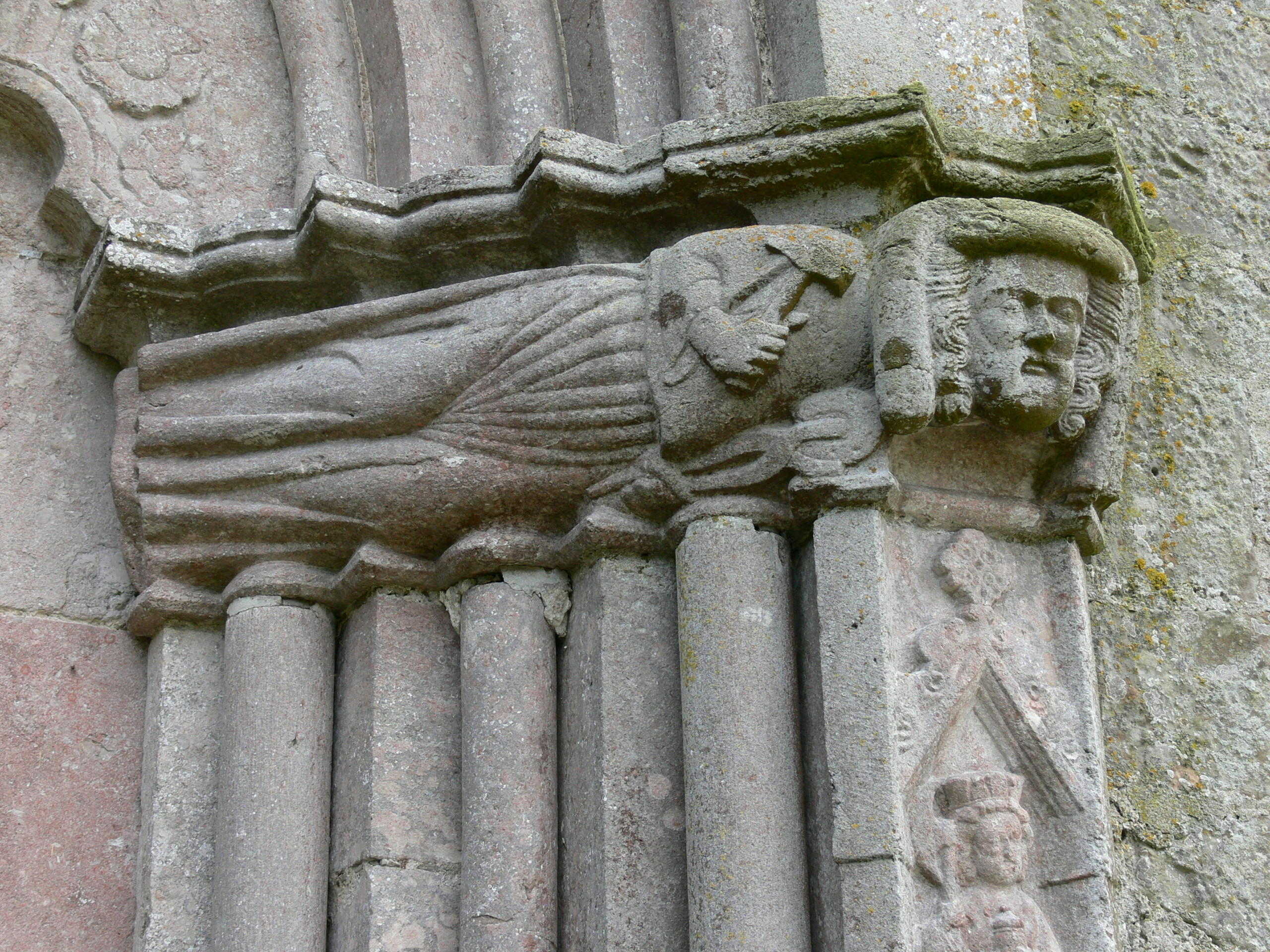
Heiliger Eligius als Schutzpatron der Schmiede am Nordportal der Kirche von Öja auf Gotland mit Hammer und Zange; 14. Jahrhundert

## Indien
Viele Hindu-Götter lassen sich leicht durch ihre Begleittiere (vahanas) oder durch ihre Waffen etc. identifizieren. Die stehenden oder sitzenden Figuren der Jain-Tirthankaras sind – wenn überhaupt – beinahe ausschließlich durch die kleinen Tier-Attribute zu ihren Füßen zu unterscheiden.